# Drava tvornica žigica
Drava tvornica žigica je bilo hrvatsko poduzeće sa sjedištem u Osijeku, Reisnerova 117.
Popularnu osječku Šibicaru vodila je obitelj Reisner, a osobito se isticao Adam pl. Reisner.
Tvornica je osnovana 1856. kao Prva osječka tvornica ognjila. Osnovao ju je Emerik (Mirko) pl. Reisner, zajedno s Josipom Fösmayerom. Ova je tvornica bila jedina ovakva u Trojednoj Kraljevini Hrvatskoj, Dalmaciji i Slavoniji, jedina i u cijeloj južnoj Europi. Bila je pionir i u svjetskim okvirima, jer je osnovana samo nakon 23 godine od pojave prve žigice u svijetu. Od 1909. do 1945. poslovalo je pod imenom Tvornica žigica Drava, dioničko društvo Osijek. U prosincu 1945. tvornica je konfiscirana, a od 1950. posluje pod nazivom Drava tvornica žigica, Osijek. 
Do vremena pretvorbe i privatizacije osnovna djelatnost poduzeća bila je proizvodnja šibica. Sporedne djelatnosti bile su proizvodnja drvene ambalaže za voće i povrće, čačkalice i štapiće za roštilj, čepove za baliranje te polipropilenska vlakna za četkarsku industriju i građevinarstvo.
Pretvorba poduzeća u dioničko društvo upisana je u sudski registar Trgovačkog suda u Osijeku 31. prosinca 1992. s nazivom Drava tvornica žigica. U trenutku pretvorbe poduzeće je imalo 404 zaposlena. Do konca 1991. nije poslovalo s gubitkom. Temeljni kapital pri pretvorbi iznosio je 11.941.600 DEM.
Šibicara je bila jedna od perjanica osječke industrije. Slovila je kao vrlo kvalitetna i inovativna tvornica žigica. 2003. godine popularna osječka Šibicara zauvijek je prestala raditi.
Poslije se u prostorima bivše tvornice Drava nalazi skladišni prostor tvrtke koja se bavi proizvodnjom plastične ambalaže, no i ta je tvrtka 2011. namjeravala preseliti pogon na Brijest. Prostor je potkraj 2000.-ih bio predmetom spora, zbog kojeg su dolazile pritužbe stanara okolnih zgrada, jer je bio prava tempirana bomba zbog brojnih odloženih rola plastike, najlona, staklene vune, izgledao je kao ruglo i za sparnih dana ljeti se širio neugodan miris.

## Vanjske poveznice
- Tvornica žigica Drava Hrvatska tehnička enciklopedija, portal hrvatske tehničke baštine. LZMK